# 697
697 (DCXCVII) fue un año común comenzado en lunes del calendario juliano, en vigor en aquella fecha.

## Acontecimientos
- Empieza el reinado de Mercurios en Makuria.
- Paolo Lucio Anafesto es elegido como primer Dux de Venecia.
- Radbod, rey de los frisios, se retira a la isla de Heligoland en el Mar del Norte (fecha aproximada).
- La reina Osthryth de Mercia es asesinada por sus propios nobles. Es enterrada en Bardney Abbey (Lincolnshire) y luego reverenciada como santa.
- Fuerzas sirias bajo Al-Hajjaj ibn Yusuf, gobernador de Irak, derrota a los jariyíes persas que ocuparon la ciudad de Mosul y gran parte de Mesopotamia (fecha aproximada).
- La emperatriz Jitō de Japón abdica el trono en favor de su hijo Monmu, de 14 años. Durante el reinado de 11 años, estableció las bases del derecho en Japón.
- Concilio de Birr: El norte de Irlanda acepta los cálculos romanos para celebrar la Pascua. En este sínodo Adomnán, abad de Iona (Escocia) promulga su Cáin Adomnáin.
- Se realiza el festival para la apertura de los ojos de las imágenes budistas en el templo de Yakushi-ji, Japón.

## Nacimientos
- Fang Guan, canciller de la dinastía Tang (m. 763)
- Guo Ziyi, general de la dinastía Tang (m. 781)
- Osred I, rey de Northumbria (fecha aproximada)

## Fallecimientos
- Clodulfo de Metz, obispo franco.
- Eochaid mac Domangairt, rey de Dál Riata
- Ferchar Fota, rey de Dál Riata (Scotland)
- Hugobert, noble merovingio (senescal)
- Nordeberto, mayordomo de palacio de Neustria
- Osthryth, reina de Mercia